# Liga a II-a 2007-2008
În sezonul fotbalistic 2007-2008 a avut loc a 68-a ediție a competiției numită Liga a II-a. Sezonul a început pe 25 august 2007 și s-a terminat pe 24 mai 2008. Liga a II-a era formată din două serii a câte 18 echipe. La sfârșitul campionatului echipele situate pe primele două locuri: Delta Tulcea și CS Otopeni din seria I, respectiv FC Argeș și Gaz Metan Mediaș au promova în Liga I, iar ultimele patru din fiecare serie au retrogradat în Liga a III-a.

## Clasament

### Seria I
M = Meciuri jucate; V = Victorii; E = Egaluri; Î = Înfrângeri; GM = Goluri marcate; GP = Goluri primite; DG = Diferență goluri; Pct = Puncte

* echipă depunctată cu 1 punct din cauza neîndeplinirii baremului în Liga I 

### Seria a II-a
M = Meciuri jucate; V = Victorii; E = Egaluri; Î = Înfrângeri; GM = Goluri marcate; GP = Goluri primite; DG = Diferență goluri; Pct = Puncte 

* echipă depunctată cu 1 punct din cauza neîndeplinirii baremului în Liga I 

** echipă depunctată cu 5 puncte din cauza neîndeplinirii baremului în Liga I 

## Golgheteri Seria 1
- Attila Hadnagy - FC Brașov - 24
- Marius Pena - Concordia Chiajna - 17
- Bobby Verdeș - Inter Gaz - 12
- Alin Coțan - Petrolul Ploiești - 9
- Costin Curelea - Sportul Studențesc - 8
- Viorel Ferfelea - Sportul Studențesc - 6
- Sorin Pană - CS Otopeni - 5

## Golgheteri Seria 2
- Claudiu Boaru - Gaz Metan Mediaș - 20
- Ciprian Prodan - Gaz Metan Mediaș - 15
- Alexandru Chițu - Minerul Lupeni - 15
- Mircea Gheorghe - Jiul Petroșani - 5
- Gabriel Apetrei - Jiul Petroșani - 5